# Вулиця Мусоргського (Київ)
Ву́лиця Му́соргського — зникла вулиця, що існувала в Московському, нині Голосіївському районі міста Києва, місцевість Деміївка. Пролягала від  проспекту Сорокаріччя Жовтня (нині Голосіївський проспект) до кінця забудови (поблизу Деміївської вулиці). 
Прилучався провулок Мусоргського.

## Історія
Вулиця виникла на початку ХХ століття (близько 1907 року[джерело?]) під назвою (3-тя) Іванівська. Назву вулиця Мусоргського набула 1955 року, на честь російського композитора М. П. Мусоргського.
Ліквідована у зв'язку зі зміною забудови 1981 року.